# Боркі (Бидґозький повіт)
Боркі (пол. Borki, нім. Borken) — село в Польщі, у гміні Домброва-Хелмінська Бидґозького повіту Куявсько-Поморського воєводства.
Населення — 40 осіб (2011).
У 1975-1998 роках село належало до Бидгощського воєводства.

## Демографія
Демографічна структура станом на 31 березня 2011 року:
|          | Загалом | Допрацездатний вік | Працездатний вік | Постпрацездатний вік |
| -------- | ------- | ------------------ | ---------------- | -------------------- |
| Чоловіки | 19      | 5                  | 11               | 3                    |
| Жінки    | 21      | 7                  | 11               | 3                    |
| Разом    | 40      | 12                 | 22               | 6                    |